# Hiziel de Souza Soares
Hiziel Souza Soares, detto Soares (Manaus, 16 maggio 1985), è un ex calciatore brasiliano, di ruolo attaccante.

## Carriera

### Club
Con 13 reti segnate nel Campeonato Brasileiro Série A 2006 per il Figueirense, si mise particolarmente in evidenza e si trasferì al Fluminense. Nel 2008 si trasferì in prestito al Grêmio, passando poi al Cruzeiro alla fine dell'anno.

## Palmarès

### Club

#### Competizioni statali
- Campionato Catarinense: 1

Figueirense: 2006
- Campionato Mineiro: 1

Cruzeiro: 2009

#### Competizioni nazionali
- Coppa del Brasile: 1

Fluminense: 2007